# Quedgeley
Quedgeley è un sobborgo di Gloucester, Inghilterra, situato a sud-ovest della città.  È l'unica parrocchia civile in Gloucester, ed ha una popolazione di 11800 persone.
Quedgeley Pond, un'area di terra paludosa adiacente a Clearwater Drive, regolarmente attira il frullino in inverno.